# Turksib (film)
Pour plus de détails, voir Fiche technique et Distribution.
Turksib (titre original russe : Турксиб) est un film documentaire soviétique muet en noir et blanc réalisé par Victor Tourine et sorti en 1929.

## Synopsis
Le film raconte la construction du chemin de fer Turksib, qui relie le Turkestan à la Sibérie, et son rôle dans le développement de la région de Jetyssou. Le réalisateur du film  montre l'enthousiasme des constructeurs de la voie et l'étonnement des habitants du désert voyant les voies ferrées posées sur le sable.
Le film, divisé en cinq parties, débute par un texte précisant l'importance du Turksib pour l'ensemble de l'Union soviétique et expliquant comment sera acheminé le coton du Turkestan.
1. La séquence initiale est axée sur l'eau qui est d'une importance capitale pour le Turkestan désertique. La terre craquelée se transforme grâce aux ruisseaux alimentés par la fonte des neiges des montagnes et qui déboulent dans la vallée (cette scène sera sujet d'inspiration pour plusieurs réalisateurs américains et français).
2. Le cinéaste présente les lentes méthodes ancestrales de transport de marchandises sur des pistes parfois impraticables. Des chameaux et des ânes cheminent au cœur d'une tempête de sable d'Asie centrale. Des traîneaux sont tirés par des chevaux en Sibérie. Victor Tourine souligne la nécessité d'autres moyens de transport pour la livraison du grain à des milliers de kilomètres.
3. Comment les arpenteurs, « avant-garde de la civilisation », répondent à l'attente des nomades locaux en développant un itinéraire futur vers Alma-Ata.
4. Cette partie montre la pose des voies ferrées sur le sable et les roches du désert ainsi que les nomades des tribus locales galopant, faisant la course avec le train.
5. Cette séquence, manifestement terminée dans la précipitation, est courte et assure que la pose de la voie sera achevée en 1930, dernière année du premier plan quinquennal.

Turksib
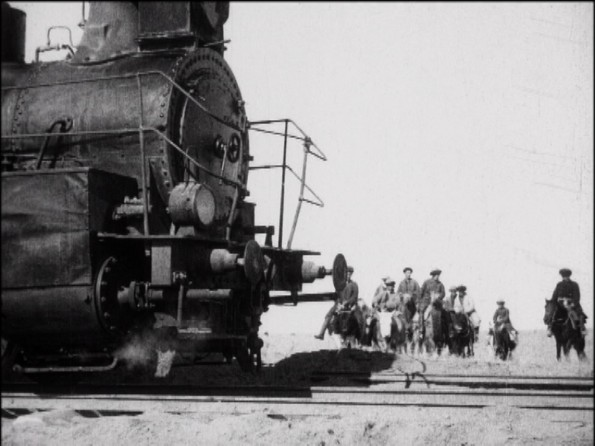
Photographie de plateau

## Fiche technique
- Réalisation : Victor Tourine
- Scénario : Victor Chklovski
- Photographie : Boris Frantsisson, Evgueni Slavinski
- Images : A. Matcharet
- Production : Vostok-kino
- Date de sortie :  Union soviétique : 1926
- Longueur : 75 minutes